# Енрике Листер
Енрике Листер Форхан (на испански: Enrique Líster Forján) е испански генерал и комунистически политик.

## Биография
Листер е роден през 1907 г. в Аменейро, Ла Коруня. Работи като каменоделец и прекарва юношеството си в Куба, преди да се завърне през 1925 г. и да се присъедини към Комунистическата партия на Испания (PCE). Участието му в революционното движение налага изгнанието му до 1931 г., когато е провъзгласена Втората испанска република. През август 1931 г. участва в кубинското въстание срещу Херардо Мачадо, който обявява военно положение. Между 1932 и 1935 г. Листер се обучава във Военната академия Фрунзе, една от най-уважаваните в Съветския съюз.

### Испанска гражданска война
През 1936 г., когато започва Гражданската война в Испания става част от Пети полк. На следващата година, като високопоставен армейски офицер, командващ 11-а дивизия на републиканската армия, Листер играе важна роля в защитата на Мадрид и други важни военни действия. През октомври 1936 г. ръководи смесена бригада в злополучната републиканска контраофанзива при Сесеня. Като дивизионен командир, той спира атаката на националистите по река Харама и изиграва значителна роля в успешната републиканска контраатака в битката при Гуадалахара.
Листер е широко смятан за военен герой за републиканската кауза. Репутацията му на компетентен военен командир до голяма степен се основава на ролята му на командир на „11-а дивизия“, която участва в някои от най-важните битки в Гуадалахара, Брунете, Белчите и Теруел. Тези бригади под негов контрол бързо се превръщат в специални батальони, които изпълняват специални операции. По-късно ръководи V армейски корпус в битката при Ебро и в офанзивата в Каталония.
„11-а дивизия“ претърпява голяма загуба, когато не успява да превземе Фуентес де Ебро в републиканската офанзива в Арагон през август 1937 г. Международният танков полк губи по-голямата част от своите танкове и това води до взаимна омраза между Листер и Хуан Модесто, командир на 5-и корпус държи Листер отговорен за загубите.

## Изгнание
След края на Гражданската война Листер намира убежище в Москва, по-късно се бие във Втората световна война като генерал от Червената армия. Той участва в спасяването на Ленинград през януари 1944 г. Според историците Кристофър Андрю и Олег Гордиевски, когато в края на 1959 г. шефът на разузнаването на Фидел Кастро Рамиро Валдес се свързва с КГБ в Мексико Сити, руснаците изпращат над 100 предимно испаноговорещи съветници, включително Листер, за организиране на комитетите за защита на революцията в Куба.
Листер също е генерал от Югославската народна армия, което му дава рядкото отличие да е бил генерал в три различни армии.
През 1973 г. той се отцепва от Комунистическата партия на Испания и основава Испанската комунистическа работническа партия (PCOE). Катализатор за разцеплението е осъждането от комунистическата партия на съветската инвазия в Чехословакия през 1968 г. Листер се завръща в Испания през 1977 г. след смъртта на Франсиско Франко и става част отново от комунистическата партия по време на испанския преход към демокрация. Умира през 1994 г. в Мадрид.